# Ecce Homo (Solari)
Ecce Homo è il soggetto di una serie di dipinti di Andrea Solari, databili tra il 1505 e il 1510.

## Descrizione
Il Solari ha trattato questo soggetto molte volte tra il 1505 e il 1510. Un tema ad elevato valore simbolico, visto con figurazione aderente al testo evangelico. Le prime due opere, quella al Museo Poldi Pezzoli di Milano.  e quella cronologicamente successiva conservata al Ashmolean Museum di Oxford raffigurano un Cristo legato costretto ad impugnare la verga con cui sarà fustigato. I successivi al Museo nazionale di Varsavia e Brescia vedono un Cristo più assorto, introverso e ultraterreno. In particolare negli ultimi due dipinti sono caratterizzati dalla raffigurazione del Cristo con uno sguardo diretto e melanconico. Ulteriori esempi sono all'Accademia Carrara di Bergamo, alla Galleria Estense (Modena), al Philadelphia Museum of Art.

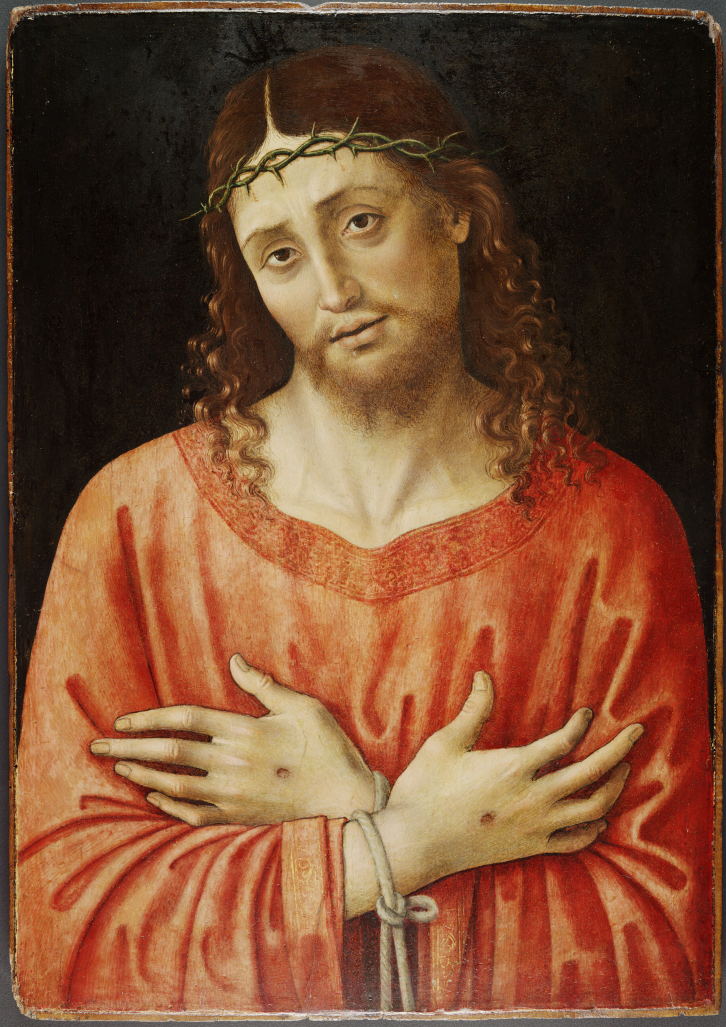
Andrea Solario, Ecce Homo (Cristo coronato di spine), olio su tavola, ca 1500, Galleria d'Arte Contemporanea della Pro Civitate Christiana di Assisi

"L'arco frontale in piena luce tra la fronte e gli zigomi disegnato un tondo che emana un naturale segno di Amore, mansueto e trafigurato, oltre il dolore della narrazione evangelica. Uno sguardo di bontà sconfinata che attira e colpisce in profondo. L'unica differenza tra le tele è il colore del manto, a Warsaw nel porpora del Martirio, qui invece nel bianco trasfigurato della Resurrezione. Colpisce la particolare cura della tunica, quasi calligrafata, pieghettata mirabilmente a dare un segno della finezza del pittore. Particolare attenzione deve essere posta alle mani che traggono ispirazione dalla lezione leonardesca della Dama con l'Ermellino".
Anche Adolfo Nobili sottolinea che "...queste peculiarità sono tutte presenti nella tavola dove particolare rilievo hanno le mani, la cui posizione sovrapposta forma una curva dolce, in armonia con le spalle di Cristo: leggermente staccate dalla balaustra la loro forma naturale è bella e messa in risalto dall'ombra sottostante. Il volto, invece, la cui bocca leggermente appuntita, il naso e la fine barba, pur essendo iconograficamente di gusto squisitamente lombardo-milanese ricorda anche il mondo pittorico fiammingo sopra tutto per il particolare sguardo diretto e incisivo".   

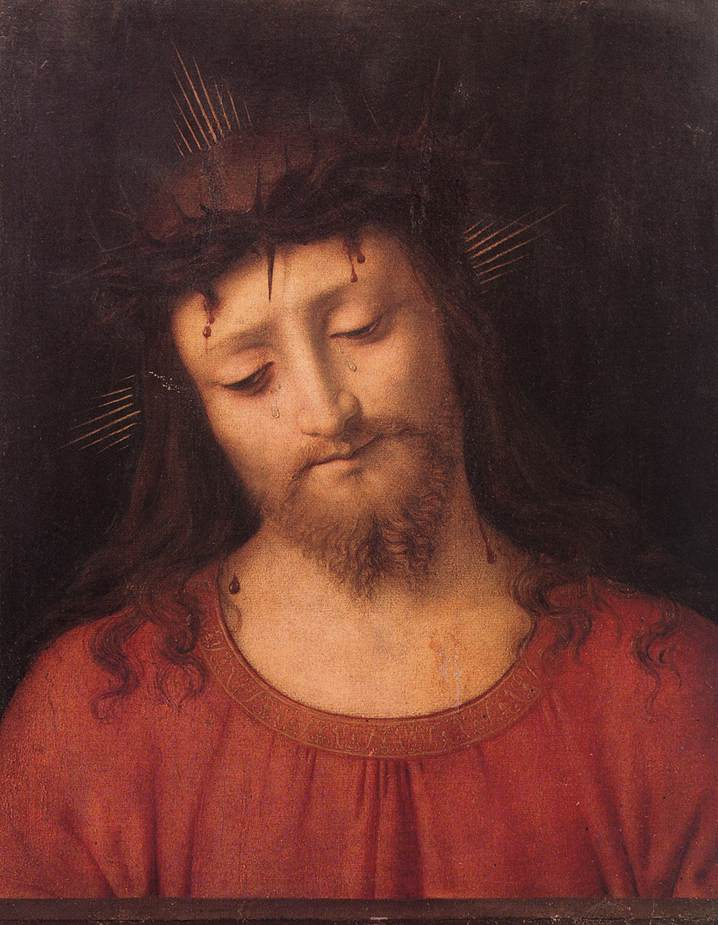
Galleria dell’Accademia Carrara (Bergamo)
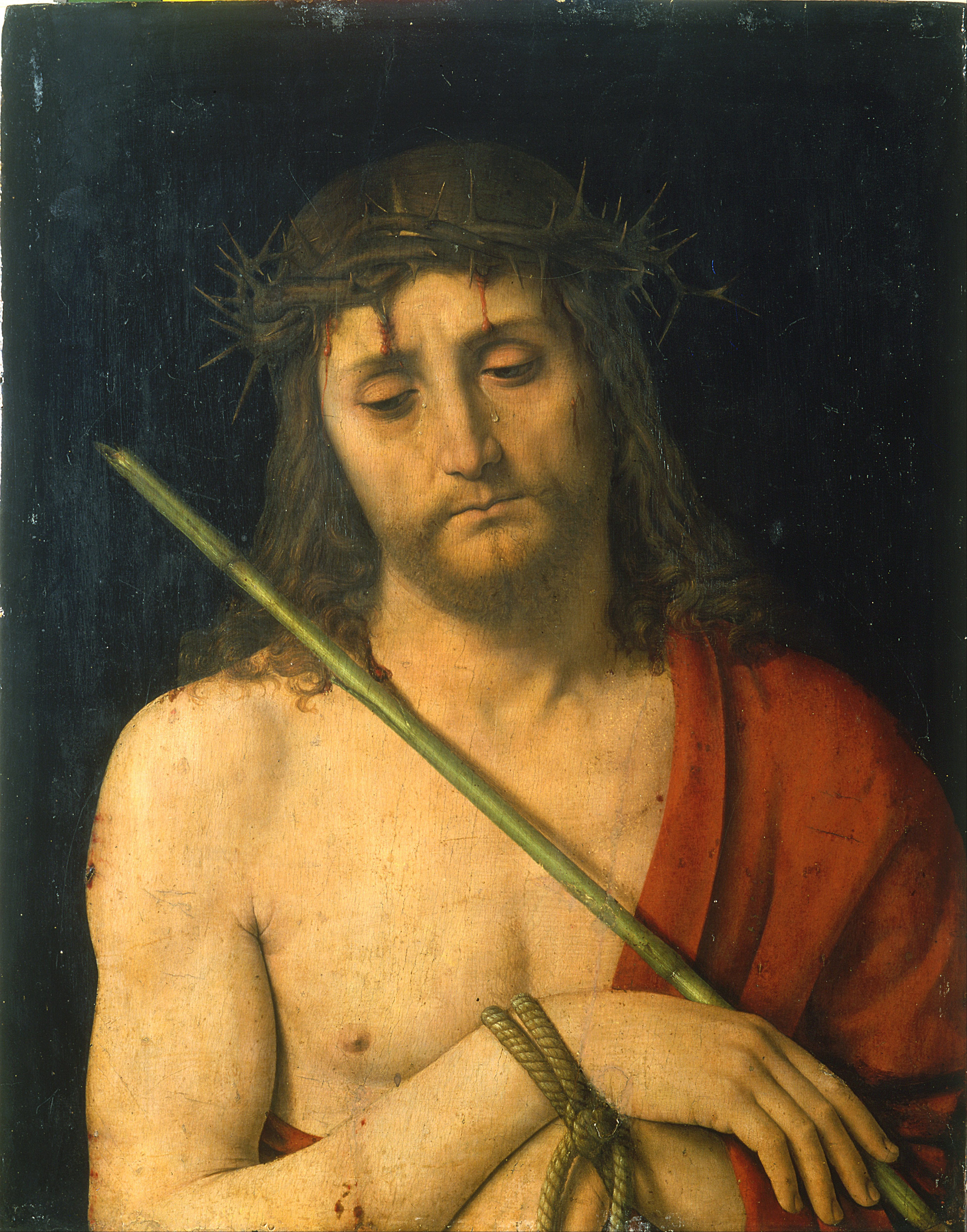
Museo Poldi Pezzoli (Milano)
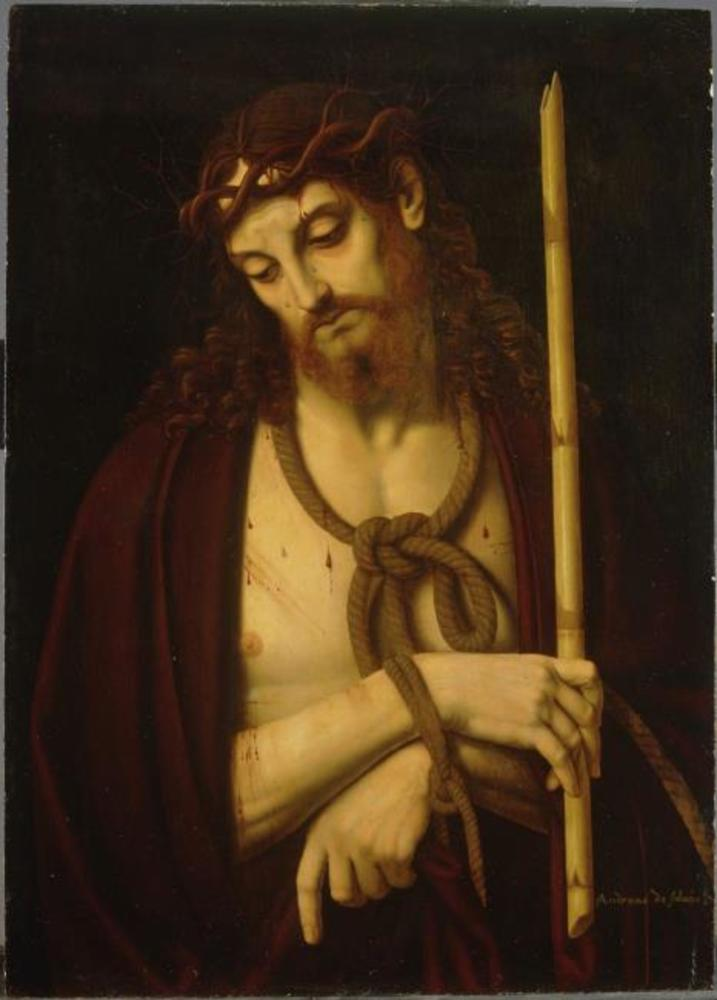
Philadelphia Museum of Art